# 木论关木通
木论关木通（学名：Isotrema mulunense）是马兜铃科关木通属的一种植物，是中国的特有植物。分布于中国的广西。
叶片卵状心形至圆形, 厚纸质或革质; 檐部裂片内面暗紫色, 密被暗紫色疣突; 喉口小, 暗紫色。